# Bob Waterfield
Robert Stanton Waterfield, detto Bob (Elmira, 26 luglio 1920 – Burbank, 25 marzo 1983), è stato un giocatore di football americano statunitense che ha giocato nel ruolo di quarterback per tutta la carriera nei Cleveland/Los Angeles Rams della National Football League (NFL). È stato inserito nella Pro Football Hall of Fame nel 1965.

## Carriera professionistica
Waterfield fu scelto nel corso del secondo giro del Draft NFL 1944 dai Cleveland Rams. La sua stagione da rookie fu nel 1945, partendo immediatamente come titolare. Waterfield divenne presto un idolo per i tifosi, diventando il primo debuttante della storia a vincere il premio di MVP della NFL e ad essere inserito unanimemente nella formazione ideale della stagione. La sua stagione si concluse con la vittoria nella finale del campionato NFL, in cui lanciò due passaggi da touchdown da 37 e 44 yard, coi Rams che batterono i Washington Redskins 15-14. A fine stagione, Bob firmò un contratto triennale da 20.000 dollari l'anno, cosa che lo rese il più pagato giocatore nel football professionistico.
Nel 1946, i Rams si trasferirono a Los Angeles, California, dove Waterfield divenne la stella della prima franchigia di football professionistico della West Coast. Successivamente avrebbe diviso il ruolo di quarterback con Norm Van Brocklin, il quale si unì alla squadra come rookie nella stagione 1949. Trascinata da questo duo, Los Angeles giocò tre finali consecutive nel periodo 1949-1951. Sconfitti nelle prime due, i Rams riconquistarono il titolo di campioni nella finale del 1951, vincendo 24-17 contro i Cleveland Browns. Fu l'unico titoli di campioni dei Rams in 49 anni di permanenza nella California del sud. Bob si ritirò alla fine della stagione successiva.
Nelle sue prime quattro stagioni, Waterfield giocò anche in difesa, intercettando un totale di 20 passaggi. Come placekicker, egli calciò con successo 315 tentativi di extra point e 60 field goal, mentre come punter mantenne una media di 42,4 yard a punt.
Malgrado le sue ottime prestazioni come kicker e punter, Waterfield divenne famoso per la sua abilità nel lanciare passaggi in profondità. Guidò la NFL in passaggi nelle stagioni 1946 e 1951, terminando la sua carriera di otto anni con 814 passaggi completati, 11.849 yard e 97 touchdown.

## Palmarès
- (2) Campionati NFL (1945, 1951)
- MVP della NFL (1945)
- (2) Pro Bowl (1950, 1951)
- (3) First-team All-Pro (1945, 1946, 1949)
- (2) Second-team All-Pro (1950, 1951)
- (2) Leader della NFL in passaggi da touchdown (1945, 1946)
- Formazione ideale della NFL degli anni 1940
- Numero 7 ritirato dai Rams
- Pro Football Hall of Fame (classe del 1965)

## Statistiche
| Yard lanciate     | 11.849 |
| Touchdown         | 97     |
| Intercetti subiti | 128    |
| Passer rating     | 61,6   |